# Fuyong
Fuyong (kinesiska: 福永) är ett stadsdelsdistrikt i staden Shenzhen i provinsen Guangdong i sydöstra Kina. Det ligger i stadsdistriktet Bao'an. Antalet invånare vid folkräkningen 2020 var 318 847. I Fuyong ligger större delen av Shenzhen Bao'an International Airport. 